# NGC 2414
NGC 2414 je otvoreni skup u zviježđu Krmi. 

## Vanjske poveznice
- SEDS: NGC 2414